# Grön trattskivling
Grön trattskivling (Clitocybe odora) är en svampart i familjen Tricholomataceae. Den växer både i barrskogar och lövskogar och hör till de tämligen allmänna trattskivlingarna.
Fruktkropparna uppträder under hösten, ofta i grupper. Som ung har den en välvd hatt med låg puckel, men senare får den en mer utbredd hatt som kan vara svagt trattformig. Bredden på hatten är 4-8 centimeter. Färgen är grågrönaktig till blågrön, dock kan hatten blekna efter hand och närmast vitaktiga exemplar kan också förekomma.
Skivorna sitter ganska glest och löper ned ett stycke på foten. Färgen på skivorna är den samma som på hatten, men något blekare.
Foten blir 4–8 cm hög och tjockleken är 1–1,5 centimeter. Svampens kött har en blekt grönaktig färg. Smaken är mild, men doften är stark och påminner om anis.